# Adomebrug
De Adomebrug (Engels: Adome Bridge) is een stalen boogbrug in Ghana. Hier steekt de N2 tussen Tema en Ho de rivier Volta over. De brug ligt ten zuiden van de Akosombodam, die het Voltameer, het grootste stuwmeer ter wereld, heeft laten ontstaan.